# دوريس هوك
دوريس هوك (بالإنجليزية: Doris Houck)‏ هي ممثلة أمريكية، ولدت في 28 سبتمبر 1921 في والاس في الولايات المتحدة، وتوفيت في 14 ديسمبر 1965 في سانتا مونيكا في الولايات المتحدة.

## وصلات خارجية
- دوريس هوك على موقع IMDb (الإنجليزية)
- دوريس هوك على موقع قاعدة بيانات الفيلم (الإنجليزية)